# 34 Pułk Piechoty Obrony Krajowej

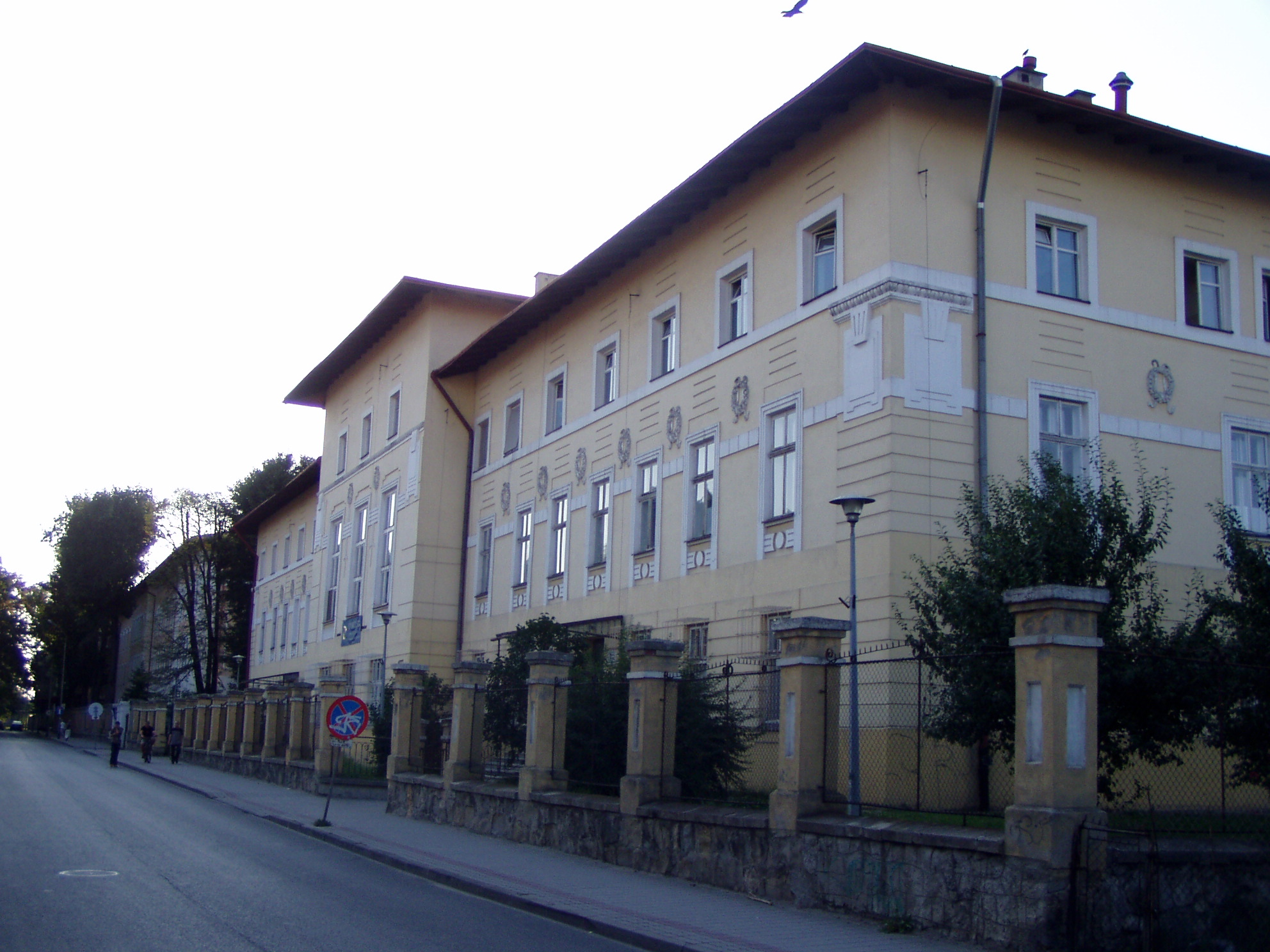
Koszary piechoty w Jarosławiu

34 Pułk Piechoty Obrony Krajowej Jarosław – pułk piechoty cesarsko-królewskiej Obrony Krajowej. 

## Historia pułku
34 Pułk Piechoty Obrony Krajowej Jarosław został sformowany 1 października 1901 roku w Jarosławiu. W skład pułku włączono III batalion polowy 17 Pułku Piechoty OK Rzeszów (były Batalion OK Nr 58 Jarosław) oraz dwa nowo sformowane bataliony.
Okręg uzupełnień – Jarosław i Gródek Jagielloński.
Kolory pułkowe: trawiasty (grasgrün), guziki srebrne z oznaczeniem „34”. W lipcu 1914 roku skład narodowościowy pułku: 75% – Polacy.
W sierpniu 1914 roku pułk wchodził w skład 90 Brygady Piechoty OK należącej do 45 Dywizji Piechoty OK (X Korpus).
W grudniu 1914 roku pułk brał udział w walkach z Rosjanami w Galicji. Żołnierze pułku są pochowani m.in. na cmentarzach wojennych: nr 358 – Laskowa, nr 303 – Rajbrot, nr 198 – Błonie i nr 368 – Limanowa-Jabłoniec.
11 kwietnia 1917 roku oddział został przemianowany na 34 Pułk Strzelców (niem. 34 Schützen-Regiment).

## Żołnierze pułku
Komendanci pułku
- płk Otto Filippini-Höffern (1901–1903)
- płk Johann Weißmann (1904)
- płk Alois Pokorny (1905–1909)
- płk Friedrich Mandel (1910)
- płk Josef Theyss (1911–1912)
- 1913–1914 – płk Ferdinand Wlaschütz (1913–1914)

Oficerowie
- kpt. Franciszek Krajowski (od 1901)
- por. rez. Otton Czuruk
- por. rez. Stefan Dwornik
- por. rez. Kazimierz Walczak
- ppor. rez. Józef Geronis de Libuschin
- ppor. rez. Julian Saganowski
- chor. Stanisław Stasiaczek
- chor. rez. Franciszek Bożek
- chor. rez. Jan Miśniak
- chor. rez. Karol Zaprutkiewicz

Szeregowcy
- Józef Rodzeń
- Jan Wilczak